# Arádio Rufino
[Quinto] Arádio Rufino (em latim: Aradius Rufinus) foi oficial romano do século III, ativo no reinado dos imperadores Diocleciano (r. 284–305), Maximiano, Constâncio Cloro (r. 293–306), Galério (r. 293–311), Maximino Daia (r. 305–313), Constantino (r. 306–337), Magêncio (r. 306–312) e Licínio (r. 308–324).

## Vida
Arádio era possivelmente idêntico a ou descendente de Quinto Arádio Rufino, que fez dedicações votivas a Sol Invicto e Luna em Tubúrnica na África Proconsular. Possivelmente descendia de Lúcio Arádio Róscio Rufino Saturnino Tiberiano e Quinto Arádio Rufino e talvez era pai de Lúcio Arádio Valério Próculo e Quinto Arádio Rufino Valério Próculo e irmão ou cunhado de Próculo. Entre 4 de janeiro de 304 e 12 de fevereiro de 305, foi prefeito urbano de Roma. Em setembro de 311, foi nomeado cônsul de Magêncio com Caio Ceiônio Rúfio Volusiano. Entre fevereiro e 27 de outubro de 312, novamente foi prefeito urbano, agora sob Magêncio. Sai da posição por alguns dias e é novamente empossado em 29 de novembro, permanecendo em ofício até 8 de dezembro de 313. Foi assunto de um epigrama laudatório de Aviânio Símaco no qual se menciona seu serviço sob bons imperadores e tiranos.